# Daniele Nardi
Daniele Nardi (Sezze, 24 giugno 1976 – Nanga Parbat, 25 febbraio 2019) è stato un alpinista italiano. Ha raggiunto la vetta di cinque Ottomila senza l'ausilio dell'ossigeno, tra cui Everest e K2.

## Biografia
Pur essendo nato in provincia di Latina, un territorio senza grandi tradizioni alpinistiche, sin da piccolo vive a contatto con le montagne, come il Monte Semprevisa. Comincia ad andare in montagna con la famiglia trascorrendo vacanze estive sulle Alpi. A 16 anni, con uno spezzone di corda da imbarcazione, inizia ad arrampicare sulle montagne vicino a casa. Nel 1995 affronta il suo primo 4 000 in solitaria, scalando le Grandes Jorasses. Dai 21 anni affronta le pareti dei quattromila alpini.

### I primi Ottomila
Nel 2001 parte per il suo primo ottomila partecipando a una spedizione sul Gasherbrum II e, l'anno successivo, tenta la vetta del Cho Oyu, alla quale rinuncia vicino alla sommità per un principio di congelamento. Nel 2004 scala l'Everest. Nel 2005 raggiunge la cima middle dello Shisha Pangma (8 027 metri). Nel 2006 scala l'Aconcagua con un gruppo di alpinisti del Lazio, nell'ambito della spedizione "Missione città di Latina". Nello stesso anno tenta la vetta del Makalu e scala il Nanga Parbat (8 125 metri), passando dal versante Diamir, e il Broad Peak (8.045 metri) in soli 30 giorni.

### K2 Freedom 2007
Il 20 giugno del 2007 scala il K2 nella spedizione "K2 Freedom 2007", seguita dalla Rai, che realizza un film documentario intitolato K2: Il sogno, l'incubo, curato da Marco Mazzocchi e trasmesso su Rai 2, in due parti, nell'ottobre 2007. Il documentario descrive la spedizione di Daniele Nardi, capo spedizione, Mario Vielmo, Stefano Zavka, Michele Fait e Pietro Desanctis. Nardi arriverà in vetta alle 15:59 del 20 luglio con i russi, Oh Eh Sun, il trio statunitense e l'iraniano Kazeem. Dopo una breve sosta in vetta, comincia la discesa e incrocia i due compagni Vielmo e poi Zavka, a circa 150 metri dalla vetta. Arriverà a campo 4 alle 20:00 circa. Stefano Zavka, sorpreso da una bufera al rientro dalla vetta raggiunta in tarda serata con Mario Vielmo, non riuscirà a tornare, scomparendo sulla montagna. Il giorno seguente tutte le spedizioni rientrano. Durante la discesa Don Bowie riporta dolori alla gamba e non può più camminare. Fait e Nardi lo calano in due giorni lungo la via di salita.

### Spedizioni sull'Himalaya
Nel 2009 tenta una via nuova sulla parete nord dell'Ama Dablam. La via di salita avrebbe permesso di raggiungere la vetta dello TsuRo Ri di 6 200 metri che poi avrebbe portato attraverso una cresta lunga e sottile alla vetta dell'Ama Dablam, cima di fronte all'Everest. La via resta incompleta a 200 metri dalla cresta. Con Lorenzo Angelozzi apre una nuova via intitolata Telegraph Road (come l'omonima canzone dei Dire Straits), di oltre 1 000 metri, sul Farol West (6 370 metri), in Pakistan. Con lo stesso Angelozzi, conquista una cima inviolata di 6 334 metri, chiamata proprio da Nardi "Peak of Freedom" o "Punta Margherita".
Nel marzo 2010 Nardi, Giovanni Pagnoncelli e Ferdinando Rollando aprono una nuova via Direttissima (difficoltà complessiva TD+) sulla parete nordest dello Jägerhorn, nel massiccio del Monte Rosa.

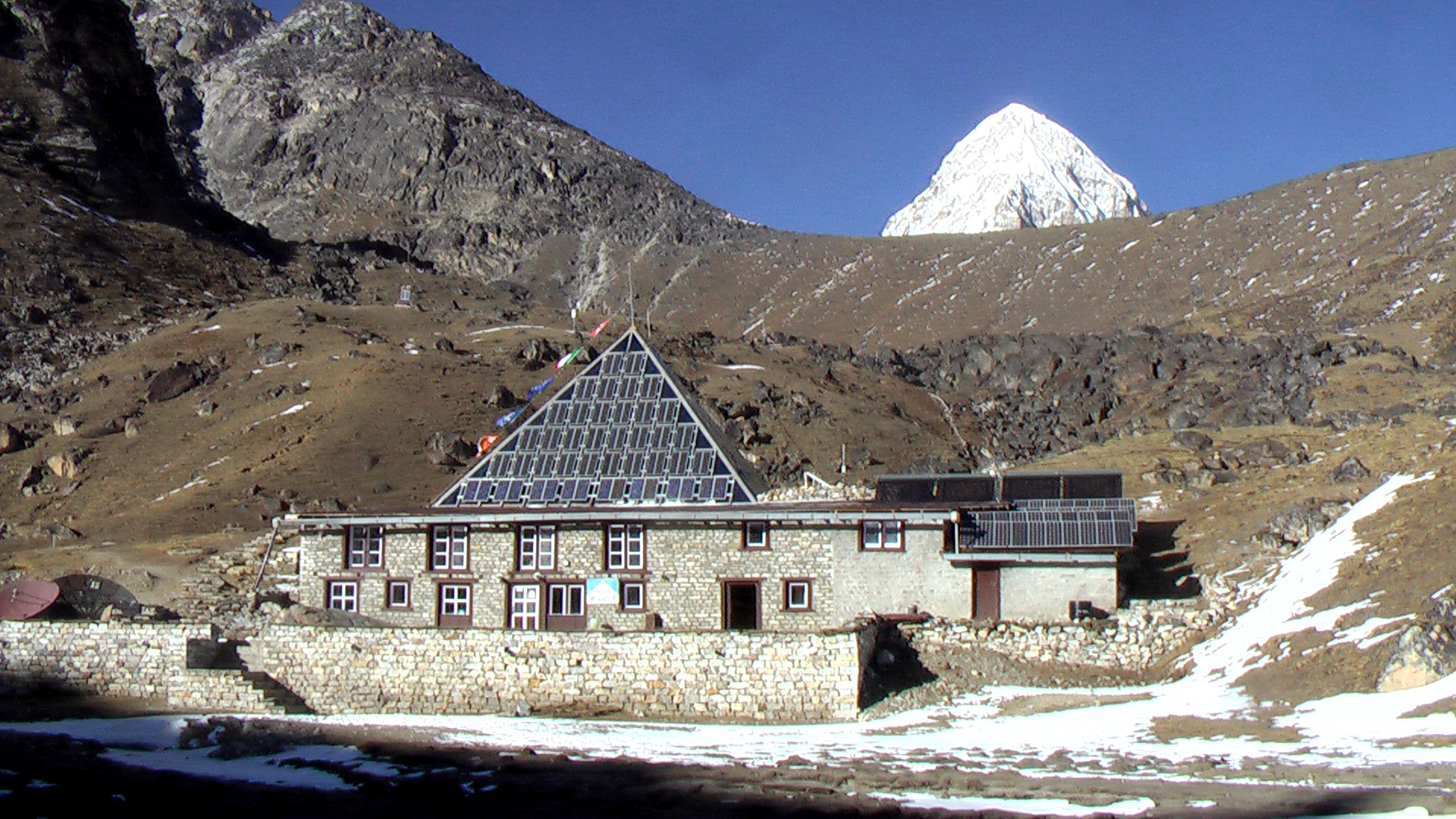
Laboratorio-Osservatorio Internazionale Piramide sul monte Everest

Nel 2011 partecipa all'operazione "Share Everest", progetto del Comitato Ev-K2-CNR con l'obiettivo di installare e ripristinare la stazione meteorologica più alta del mondo collegata al Laboratorio-Osservatorio Internazionale Piramide, sul colle sud dell'Everest, affinché potesse fornire dati per studiare i cambiamenti climatici alle alte quote. Partecipa alla spedizione con Daniele Bernasconi.
Sempre nel 2011 tenta la salita al Bhagirathi III (6457 m s.l.m.) nel Garhwal, Himalaya indiano, realizzata aprendo una nuova via tra il Bhagirathi III e il Bhagirathi IV. La nuova via aperta, nominata Il seme della follia… (fa l'albero della saggezza), è caratterizzata da 1 250 metri di sviluppo per 1 018 metri di dislivello su terreno di ghiaccio e misto con difficoltà proposte di WI5+, M6/7, A2/A3. La vetta non è raggiunta a causa dell'eccessiva neve sulla cresta finale. Impossibilitati a scendere dallo stesso versante i due si calarono dalla parte opposta. Nardi e Delle Monache, per l'apertura di questa nuova via, dedicata a Walter Bonatti, vinceranno il premio Paolo Consiglio.

### Nanga Parbat
Nel 2015, dopo aver partecipato al tentativo invernale sul Nanga Parbat del team di Alex Txikon, parte per una spedizione capitanata dallo spagnolo con obiettivo il Thalay Sagar, montagna indiana di 6 904 metri. Non riescono a completare la salita fino alla cima ma aprono una nuova via, chiamata Askatasun Taupadak (Beats of Freedom), di circa 600 metri sui graniti dello sperone nordovest, variante alla via compiuta dagli svizzeri nel 2004 Stephan Siegrist, Denis Burdet, Thomas Senf e Ralph Weber.
Nell'inverno 2013 tenta insieme a Élisabeth Revol la scalata invernale al Nanga Parbat. A causa di un principio di congelamento delle dita deve però rinunciare interrompendo la scalata allo Sperone Mummery (6 450 metri).
Nel 2014 ritenta la conquista invernale al Nanga Parbat, questa volta in solitaria con l'obiettivo di terminare la salita allo sperone Mummery, la via più diretta del versante Diamir verso la vetta del Nanga Parbat. Partito dall'Italia il 20 gennaio 2014, rimane un mese al campo base in attesa di una finestra di bel tempo che però non giunge.
Il terzo tentativo di scalata dello sperone Mummery avviene nell'inverno del 2014-2015. Parte per la spedizione il 27 dicembre 2014 insieme a Roberto Delle Monache e Federico Santini, videomaker della spedizione. Giunge a circa 7 800 metri di altitudine ma per un errore nell'individuare il canalone che porta alla vetta sulla piramide sommitale, rientrano a C4 e il giorno successivo rientrano a CB per stanchezza e le condizioni non buone di Ali Sadpara.
Con Alex Txikon partecipa alla nuova spedizione organizzata da Txikon stesso sul Nanga Parbat, nell'inverno 2015-2016. Dopo aver raggiunto i 6 700 metri, disaccordi con Alex Txikon e Simone Moro (che nel frattempo si aggrega su invito al team di Txikon), che lo estromettono dal team, fanno decidere a Nardi il ritiro dalla spedizione, con notevole strascico di polemiche.

### Altre spedizioni
Nel febbraio 2017 Nardi, insieme a Cristiano Iurisci e Luca Mussapi, apre una nuova via chiamata Gran Diedro (misto fino a M5+ e ghiaccio fino al grado 3) sulla parete nord-ovest della Cima delle Murelle, nel massiccio della Majella.. Il mese successivo, lo stesso trio apre una nuova via sul Monte Camicia (2564 m s.l.m.) salendo dallo sperone Pisciarellone. Dopo essersi allenato sul Paretone Express al Gran Sasso d'Italia, Nardi parte a luglio per la spedizione "Trans Limes" sul Saltoro Kangri insieme a Marcello Sanguineti, Gianluca Cavalli, Michele Focchi e Tom Ballard, per tentare di aprire una via sulla parete orientale del Link Sar (7041 m s.l.m.). Nel febbraio 2018 con Luca Gasparini e Luca Mussapi apre un’altra difficile via allo Scoglio della Sassetelli (Terminillo) gradata ED- M6+.

### Spedizione invernale 2018-2019 sul Nanga Parbat
(Daniele Nardi)

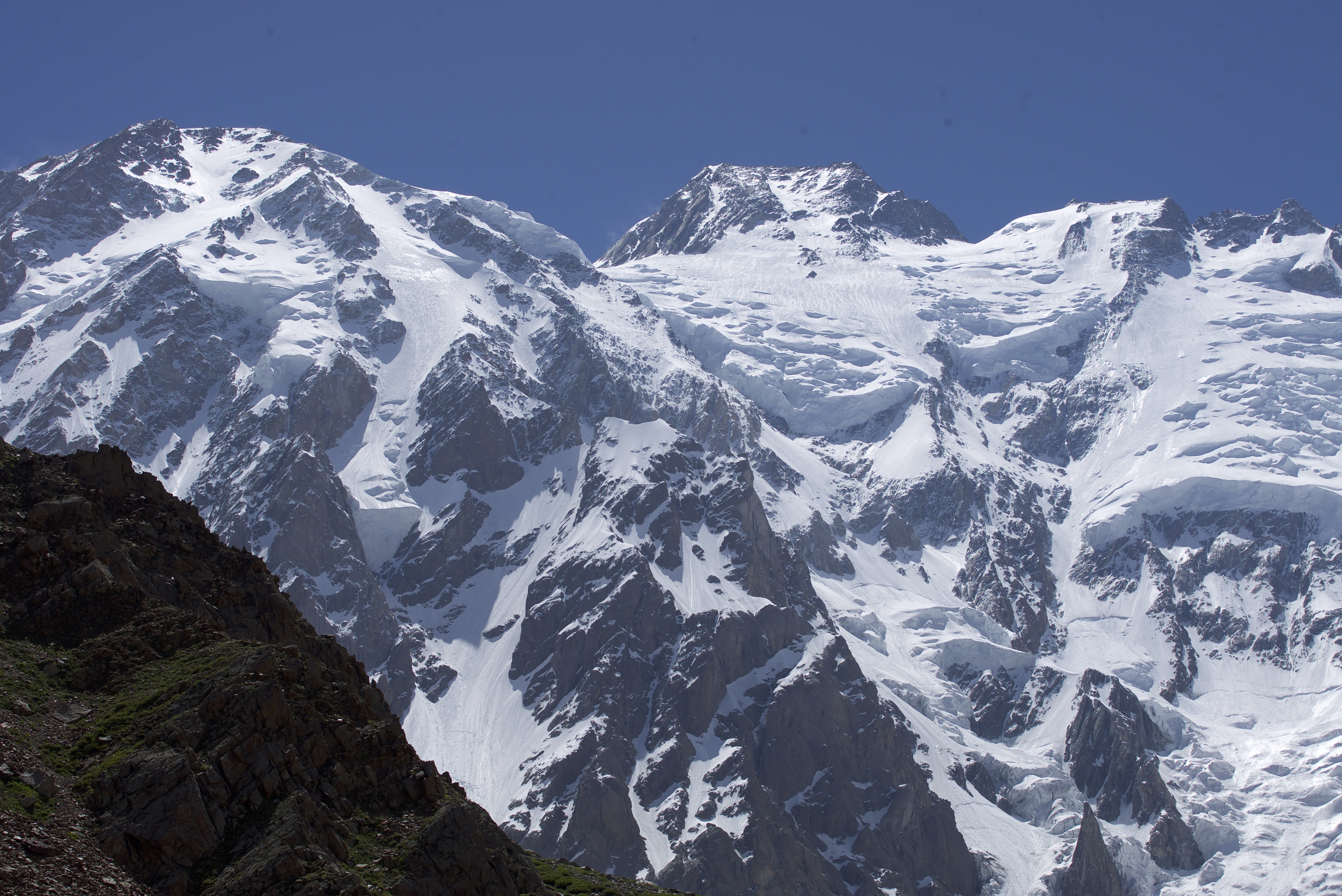
Il versante Diamir del Nanga Parbat

Il 18 dicembre 2018 Daniele Nardi parte dall'aeroporto di Fiumicino, giungendo a Islamabad, dove incontra gli studenti dell'università e l'ambasciatore italiano. Con un volo interno, raggiunge Chilas unitamente a Tom Ballard. Nel giorno di Natale la spedizione giunge al villaggio di Ser, dove donano ai bambini materiale didattico portato dall'Italia. Il 29 dicembre i due giungono finalmente al campo base, ai piedi del Nanga Parbat, mentre il 31 si conclude l'allestimento del campo 1 a quota 4700 m s.l.m.. Il 5 gennaio il gruppo raggiunge il campo 2 a 5100 m s.l.m., nonostante una temperatura di −25 °C, mentre il 9 gennaio viene raggiunto il campo 3 a 5725 m s.l.m. sotto lo sperone Mummery.. Dopo cinque giorni trascorsi per l'acclimatamento e trasporto del materiale in quota, il 16 gennaio Daniele e Tom arrivano a quota 6200 m s.l.m., laddove Nardi aveva tentato l'ascesa nel 2013 con Elisabeth Revol.
Una perturbazione interrompe l'ascesa per diverse settimane, dato anche l'alto rischio di valanghe, a cui si aggiunge anche una scossa di terremoto. Il 22 febbraio arriva una schiarita: Daniele e Tom partono dal campo base, arrivando fino al campo 2. Il giorno successivo raggiungono direttamente il campo 4, proseguendo poi fino a quota 7300 m s.l.m., per poi ridiscendere al C4 a causa della nebbia, nevischio e raffiche di vento. Il 25 febbraio si perdono definitivamente i contatti radio con i due alpinisti, mentre il 26 viene attivato il sistema di soccorso pakistano, che però viene rallentato dall'improvviso scoppio di un conflitto militare ai confini con l'India, che determina la chiusura dello spazio aereo pakistano. Dopo un primo sorvolo avvenuto il 28 febbraio con esito negativo, viene deciso di prelevare quattro alpinisti esperti che si trovavano sul K2, tra cui il basco Alex Txikon, e di aviotrasportarli sul Nanga Parbat, ma a causa del maltempo riescono ad arrivare al campo base solo il 4 marzo. Il 6 marzo vengono avvistati con un teleobiettivo i corpi senza vita di Daniele e Tom legati a delle corde fisse, ma la notizia viene confermata solo il 9 marzo. A causa dell'impossibilità e pericolosità del luogo, non è stato possibile procedere al recupero delle salme dei due alpinisti.
Alla fine di marzo 2019 l'alpinista italiano Simone Moro, dopo essersi consultato più volte con Alex Txikon, dichiara di voler tentare il recupero dei corpi di Daniele Nardi e Tom Ballard, ma la famiglia di Ballard, per rispettare l’etica e quella che sarebbe stata la volontà dell'alpinista britannico scomparso si oppone, e dichiara che i resti possono diventare piano piano parte integrante del Nanga Parbat. Stessa presa di posizione anche da parte della moglie di Nardi, che dichiara che eventuali iniziative di recupero saranno prese soltanto in forma privata.
Reinhold Messner ha definito questo tentativo "un vero suicidio", precisando: "a Nardi dissi più volte di non percorrere quella via. Tre anni fa quando era venuto a trovarmi gli avevo detto di non andare".

## Altre attività
Nardi è stato istruttore di arrampicata e alpinismo della Lega Montagna dell'UISP. È stato inoltre a capo del progetto Mountain Freedom, associazione con l'obiettivo di divulgare la cultura della montagna.
Dal 2009 si occupava di progetti di solidarietà in Nepal e Pakistan, portando la bandiera per i diritti umani, vessillo di un'organizzazione finanziata e diretta emanazione della Chiesa di Scientology, sulle vette che scalava.
Il 24 giugno 2022 giorno in cui l'alpinista avrebbe dovuto compiere 46 anni, la moglie Daniela Morazzano decide di attraversare lo stretto di Messina a nuoto, in ricordo del marito e come messaggio sociale per fare si che non si pongano barriere ai propri limiti.

## Vita privata
Il 10 luglio 2016, con una cerimonia celebrata sulla vetta della Semprevisa, Daniele Nardi si sposa con Daniela Morazzano, da cui il 17 settembre 2018 nasce il figlio Mattia.

## Premi
- Nel 2012 viene premiato dal CAI e dal CAAI (Club Alpino Accademico Italiano) con il Premio Paolo Consiglio per la via aperta nel settembre 2011 tra il Bhagirathi III ed il Bhagirathi IV, nel Garhwal, Himalaya indiano.[37][38]
- Nel 2013 ha ricevuto il Premio CONI Lazio.

## Opere
- Daniele Nardi e Dario Ricci, In vetta al mondo. Storia del ragazzo di pianura che sfida i ghiacci eterni, prefazione di Ilaria Molinari, postfazione di Stefano Ardito, Formigine, Infinito Edizioni, 2013, ISBN 978-8897016717, SBN RMB0786532.
- Daniele Nardi e Dario Ricci, In vetta al mondo. Storia del ragazzo di pianura che sfida i ghiacci eterni, prefazione di Agostino Da Polenza, seconda edizione riveduta ed ampliata, Milano, BUR-Rizzoli, 2015, ISBN 978-88-17-08166-5, SBN PAV0095752.
- Daniele Nardi e Dario Ricci, La migliore gioventù: vita, trincee e morte degli sportivi italiani nella grande guerra, prefazione di Giovanni Malagò, introduzione di Sergio Giuntini, postfazione di David Baldini, Formigine, Infinito, 2015, ISBN 978-88-6861-062-3, SBN LO11564277.
- Daniele Nardi, La via perfetta. Nanga Parbat: sperone Mummery, con Alessandra Carati, Giulio Einaudi editore, 2019, ISBN 9788806242930.

### Documentari
- K2: Il sogno, l'incubo, di Marco Mazzocchi (2007)
- Nanga Parbat - La montagna nuda, di Renato Chiocca (2008)
- Da Zero a Ottomila - La montagna di Daniele Nardi, di Stefano Ardito (2011)
- Verso l'ignoto - La scalata del Nanga Parbat, di Federico Santini (2015)